# Wasserturm Groß Sand
| Wasserturm Groß Sand Hamburg-Wilhelmsburg | Wasserturm Groß Sand Hamburg-Wilhelmsburg |
| Daten                                     | Daten                                     |
| ----------------------------------------- | ----------------------------------------- |
| Baujahr:                                  | 1911                                      |
| Turmhöhe:                                 | 45,3 m                                    |
| Nutzhöhe:                                 | 34,8 m                                    |
| Behälterart:                              | Hängeboden                                |
| Volumen des Behälters:                    | 800 m³                                    |
| Betriebszustand:                          | außer Betrieb seit 1957                   |
| Ursprüngliche Nutzung:                    | Wasserversorgung des Stadtteils           |
| Denkmalschutz:                            | Kulturdenkmal seit 2008                   |

Der Wasserturm Groß Sand steht im Hamburger Stadtteil Wilhelmsburg am gleichnamigen Krankenhaus der katholischen Bonifatius-Gemeinde. Er wurde 1910–1911 nach Entwürfen des Altonaer Architekten Wilhelm Brünicke erbaut. Der Turm erhielt Räume für die Leitung des Wasserwerks der damals zur preußischen Provinz Hannover gehörigen Gemeinde Wilhelmsburg (heute Stadtteil von Hamburg), Dienstwohnungen und das Heimatmuseum der Gemeinde. Mit einer Gesamthöhe von 46 Metern sicherte er einen ausreichenden Wasserdruck.

## Bauwerk
Der von der Heimatschutzarchitektur beeinflusste, achteckige Bau ist im unteren Bereich durch acht senkrechte Fensterreihen gegliedert. Nach oben folgt eine von Konsolen getragene, umlaufende Galerie. Der Bereich des Wasserbehälters setzt sich durch eine andere Wandgliederung, größere Fenster und Ziermauerwerk vom Schaft des Turms ab. Ein kupfergedecktes Kegeldach mit Lüftungsaufsatz und vier Gauben schließt das Bauwerk nach oben ab. Der gesamte Bau ist mit Boizenburger Klinkern verblendet, sodass die tragende Eisenbetonkonstruktion im Innern nicht sichtbar ist: Acht im Kreis angeordnete Eisenbetonpfeiler tragen das Bauwerk. Der 800 m³ fassende Hängebodenbehälter ruht auf einer Auskragung, die sich auf die Pfeiler stützt.
Die Pfeiler sind durch sechs Zwischendecken verbunden. Das Fundament jedes Pfeilers ruht auf 19 Holzpfählen von 12 m Länge. Die Pfahlgründung war wegen des schwierigen Untergrundes notwendig.

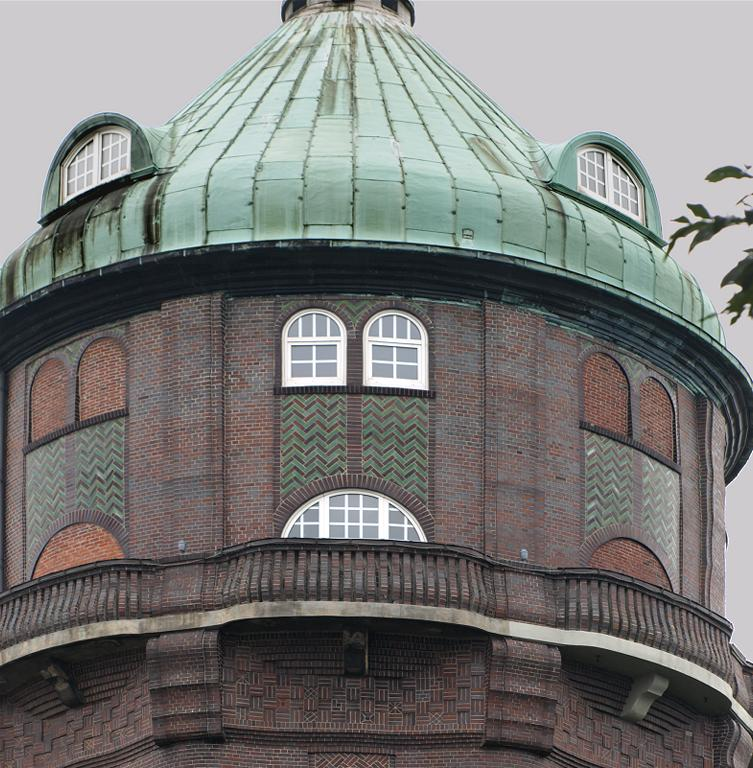
Kopf des Turms mit Ziermauerwerk
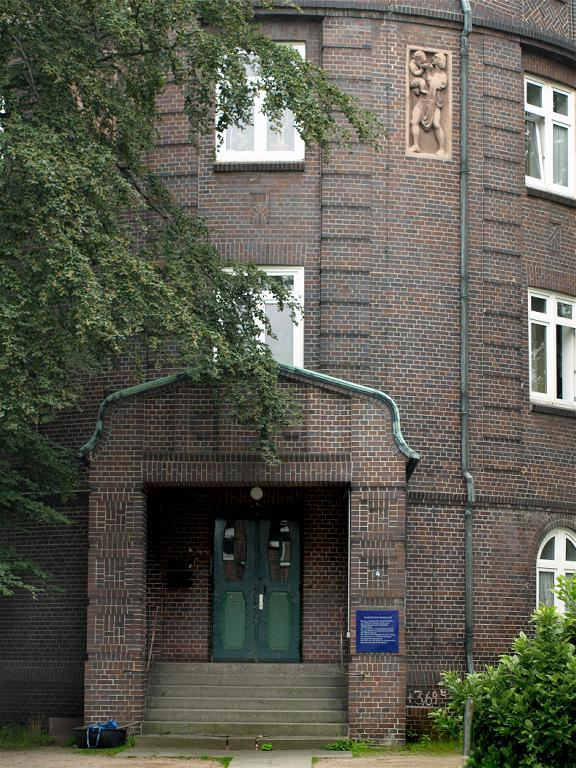
Überdachter Eingangsbereich
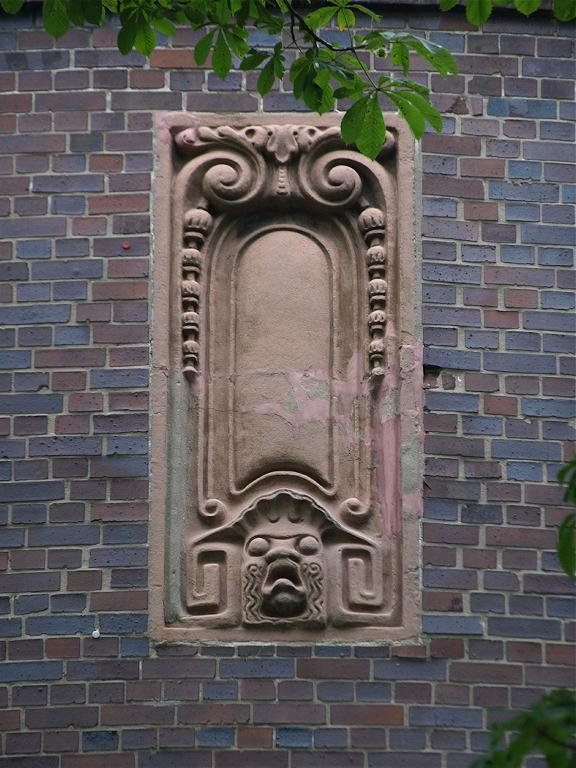
Zierelement im Klinkermauerwerk

## Geschichtliches zur Wilhelmsburger Wasserversorgung
Das Dorf Wilhelmsburg entwickelte sich durch die Ausweisung des Hamburger Freihafens sowie den Bau der Elbbrücken am Ende des 19. Jahrhunderts rasch zu einem Industriestandort. Die Einwohnerzahl wuchs von 3.900 im Jahr 1860 auf 28.225 im Jahr 1910. Mangelhafte hygienische Verhältnisse – insbesondere auch bei der Wasserversorgung – führten im Jahr 1902 zu einer Typhusepidemie. Zudem stieg der Wasserbedarf für die Bevölkerung, aber auch für die neu entstehenden Industriebetriebe. Das führte am Anfang des 20. Jahrhunderts zur Planung einer modernen, zentralen Wasserversorgung.
1904 begannen die ersten Probebohrungen, 1910 wurde ein Wasserwerk an der damaligen Dratelnstraße gebaut, bestehend aus Maschinenhaus und Dienstgebäude. 1911 entstand dann der Wasserturm, der über 1,5 km vom Wasserwerk entfernt lag und mit diesem durch eine Rohrleitung verbunden war.
Erst 1956 wurde Wilhelmsburg in das Hamburger Versorgungsnetz integriert durch den Bau einer Leitung durch die Süderelbe. Moderne Pumpen machten den Turm überflüssig, so dass er 1957 aus dem Netz genommen wurde.

## Umnutzung
Schon im Zweiten Weltkrieg entstanden Notwohnungen im Turm. Möglicherweise wurden dabei die ursprünglich ovalen Fensteröffnungen im 4. und 5. Obergeschoss zu Rundbögen vergrößert. Diese Wohnungen wurden in den 1980er Jahren renoviert und mit Zentralheizung versehen. 1991 erwarb die katholische Kirchengemeinde St. Bonifatius den Turm, die auch Trägerin des benachbarten Krankenhauses Groß Sand ist. Das Bauwerk wird weiter für Wohnzwecke genutzt.

## Film
In Hark Bohms Nordsee ist Mordsee kommt der Wasserturm vor.